# Hérouville-en-Vexin
Hérouville-en-Vexin is een Franse gemeente. Het ligt in het parc naturel régional du Vexin français.

## Kaart
De onderstaande kaart toont de ligging van Hérouville-en-Vexin met de belangrijkste infrastructuur en aangrenzende gemeenten.

## Demografie
Onderstaande figuur toont het verloop van het inwonertal, bron: INSEE-tellingen. 